# Hüsgen-Uhr

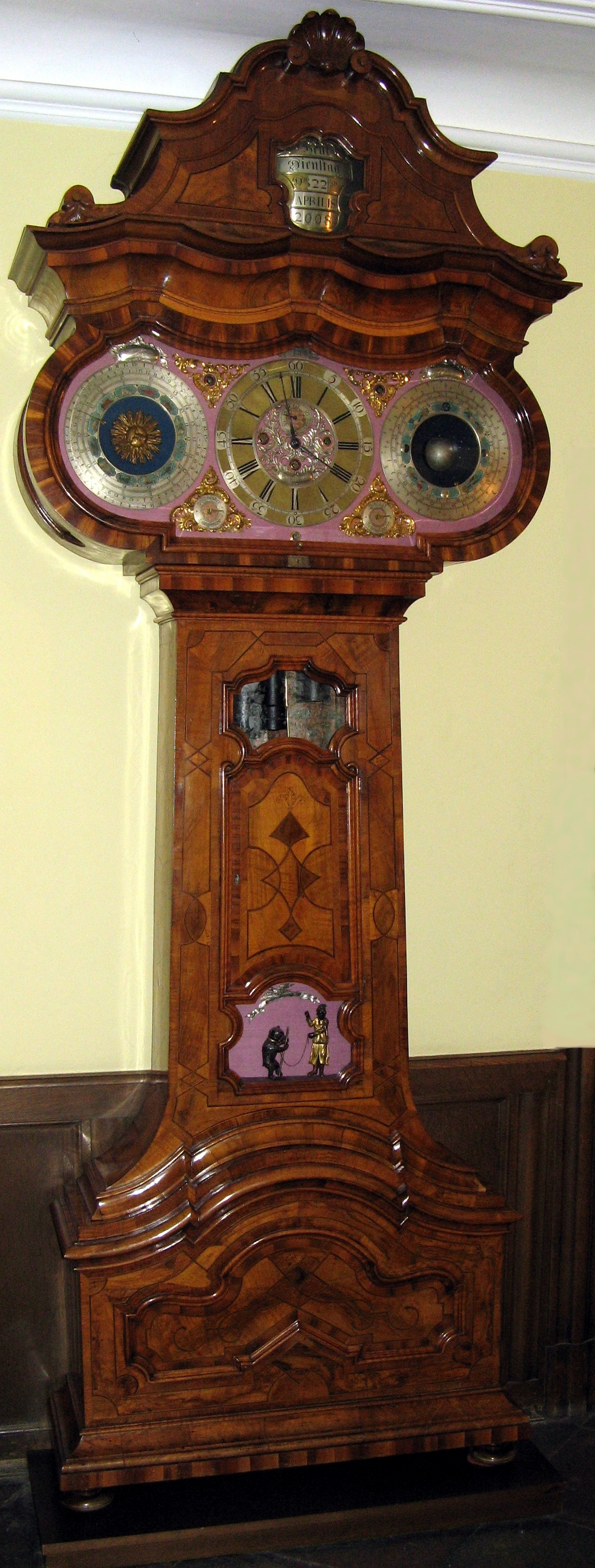
Die Hüsgen-Uhr im Goethe-Haus

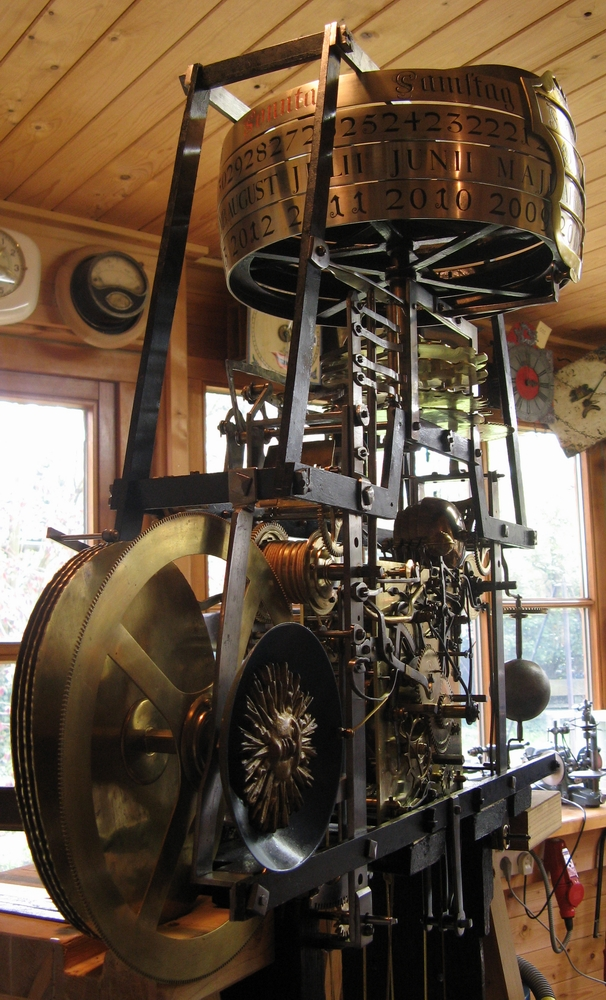
Blick in das komplizierte Uhrwerk bei den Restaurierungsarbeiten im Jahre 2008 (astronomisches Zifferblatt abgenommen)

Die Hüsgen-Uhr ist eine astronomische Uhr, die 1746 nach Plänen des Hofrats Wilhelm Friedrich Hüsgen konstruiert wurde.

## Geschichte
Ursprünglicher Besitzer der Uhr war Hofrat Wilhelm Friedrich Hüsgen, Autodidakt, der die Uhr nach eigenen Plänen von den Gebrüdern Kinzing in Neuwied erbauen ließ.
Er war ein guter Freund der Familie Goethe. Der junge Johann Wolfgang von Goethe lernte die Uhr in Hüsgens Haus in der „Allee“ (dem heutigen Goetheplatz in Frankfurt am Main) kennen und war davon so beeindruckt, dass er sich noch rund fünf Jahrzehnte später in Dichtung und Wahrheit an die „für damalige Zeiten wenigstens wundersame Uhr“ erinnerte.
Nach Hüsgens Tod war die Uhr Bestandteil der Sammlung seines Sohnes Heinrich Sebastian Hüsgen. 1780 druckte er in seinen „Nachrichten“ ein Manuskript des Vaters ab, das die verschiedenen Besonderheiten des Mechanismus erläutert.
Nach dem Tode der Junggesellen Heinrich Sebastian wurde die Uhr, auf Grund des testamentarischen Wunsches, am 9. Mai 1808 von einer Nichte versteigert. Etwa im Jahre 1830 gelangte die Uhr durch weitere Versteigerung in den Besitz der Frankfurter Familie „Fleck“. Am 8. Dezember 1933 konnte sie das Freie Deutsche Hochstift zum Preis von 2000 RM erwerben.
Die Uhr wird seitdem auf dem Vorplatz zum 2. Stock des Goethe-Hauses präsentiert.
Die Astronomische Uhr wurde im Laufe der Zeit mehrmals, teilweise auch nicht fachmännisch, repariert oder gewartet. Das führte dazu, dass die meisten astronomischen Indikationen nicht funktionierten und die Uhr oft stehen blieb. Im Jahre 1994 wurde eine komplette Restaurierung der Uhr beschlossen, und die großen Restaurierungsarbeiten folgten dann in den Jahren 1995 bis 1996. Die Astronomische Uhr ist ab diesem Zeitpunkt wieder in Betrieb.
Gleichzeitig mit der astronomischen Uhr war (vermutlich ebenfalls von Kinzing) auch eine zugehörige, separate Sonnenuhr angefertigt worden, die zur Einstellung der astronomischen Uhr diente. Sie ist heute allerdings verschollen, lässt sich jedoch anhand einer Beschreibung von Hüsgens Sohn rekonstruieren.

## Beschreibung
W. F. Hüsgen hatte als Advokat zu seiner Zeit sicherlich eine gute allgemein-wissenschaftliche Ausbildung genossen, die es ihm ermöglichte ein mechanisches Werk mit Kalendarischen-, Astronomischen- und Äquationsanzeigen präzise zu berechnen. Was ihm jedoch fehlte, waren „technische Kenntnisse“. Die gesamte Konstruktion ist übermäßig und zu kompliziert. Dazu im Gegensatz waren die Gebrüder Kinzing hervorragende Uhrmacher und es war ihnen sicherlich klar, dass die Hüsgens Konstruktion nicht die einfachste ist. Die Zusammenarbeit führte jedoch dazu, dass das gesamte Werk, insbesondere die astronomische Indikationen und das Kalendarium, ein absolutes Unikat geworden ist.

### Gehäuse
Das Uhrengehäuse der astronomischen Bodenstanduhr hat eine Höhe von 269 cm, eine Breite von 97 cm und ist 38 cm tief. Es besteht aus Weichholz, auf welches verschiedene Holzarten furniert wurden. Eine Schellackpolitur bildet die Oberfläche. Im oberen Teil ist das Kalendarium angebracht. Darunter ein Zifferblatt mit astronomischen Indikationen, ganz unten der Bärenautomat.

### Baugruppen und deren Funktionen

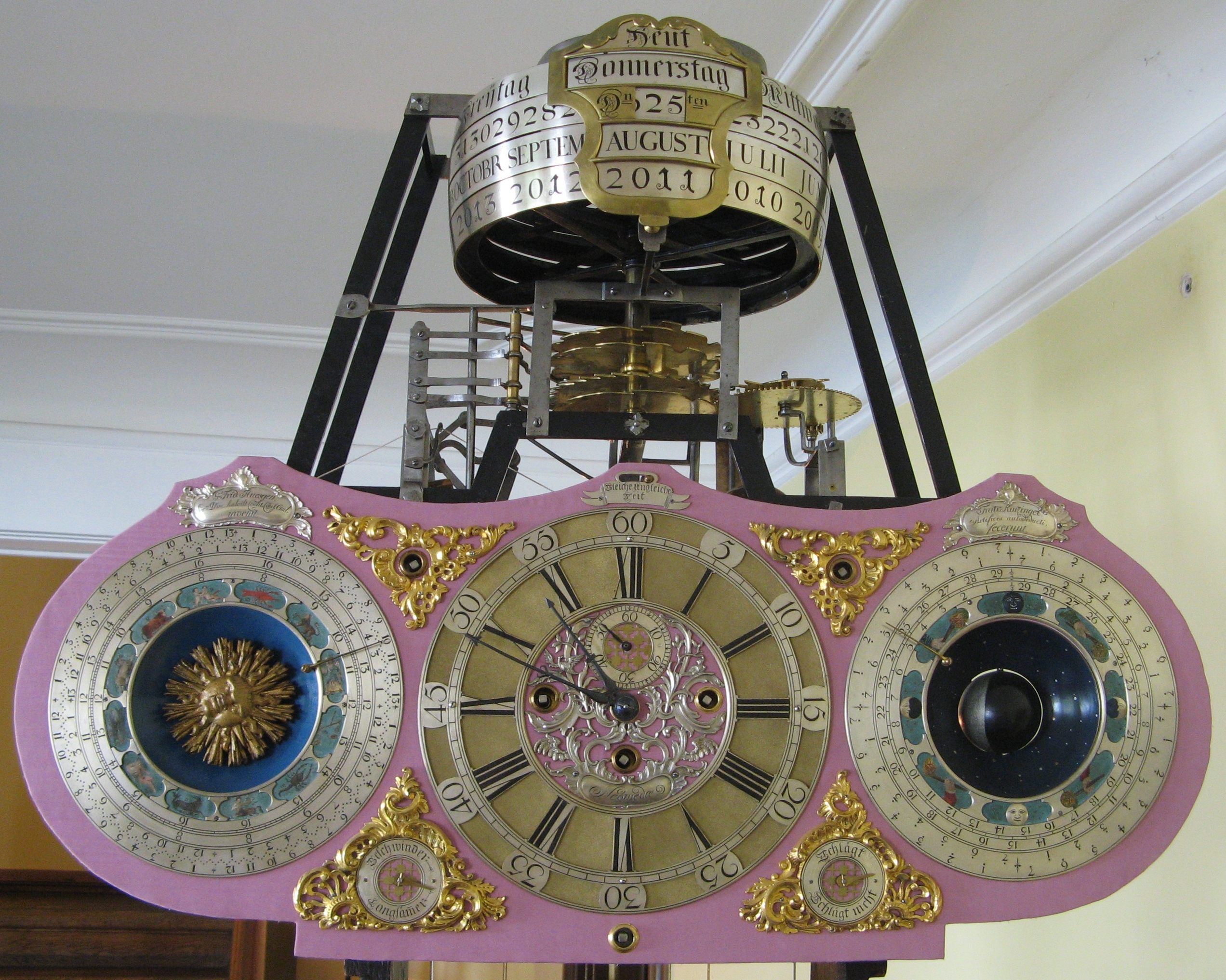
Der Kalender (oben) und die Zifferblätter mit astronomischen Indikationen (Gehäuse abgenommen)

Alle Baugruppen sind mit Gewichtsaufzügen (Darmseile und Bleigewichte) angetrieben. Das Gehwerk hat ein Sekundenpendel mit einer rückführenden Hemmung.

#### Kalender
Der Kalender ist als ein Gregorianischer, ewiger Kalender konzipiert und berücksichtigt daher alle Schalttage.
Die Anzeigen von oben nach unten:
- Tag der Woche
- Tag des Monats
- Monatsname
- Jahreszahl

Die großen Kalenderringe laufen von links nach rechts innerhalb einer Lünette, so dass das Datum bequem abgelesen werden kann. Während die drei oberen Ringe wie üblich graviert und schwarz eingelegt sind, ist der Jahresring nur mit wasserlöslicher Farbe gezeichnet, damit, nach Ablauf von 12 Jahren, neue Jahreszahlen aufgebracht werden können.
Im Bild rechts: „Heut Donnerstag Den 25ten August 2011“

#### Zeitanzeige
Das skelettierte Zifferblatt in der Mitte zeigt die Stunde und Minute. In einem kleinen zusätzlichen Zifferblatt oberhalb der Zeigerwelle wird die Sekunde gezeigt.
Die astronomische Uhr besitzt eine Äquation. Es kann zwischen der Wahren Ortszeit (WOZ) und der Mittleren Ortszeit (MOZ) mit einem kleinen Hebel oberhalb des Zifferblattes umgeschaltet werden. Am Präsentationsort im Goethe-Haus ist die „ungleiche Zeit“ (WOZ) ausgeschaltet und die „gleiche Zeit“ (MOZ) auf Mitteleuropäische Zeit (MEZ) bzw. Mitteleuropäische Sommerzeit (MESZ) gestellt.

#### Sonne
Das Sonnenzifferblatt ist links angeordnet. Die Miniaturen der Sternbilder sind nicht mehr ursprünglich. In der Mitte dreht sich einmal im Tropischen Jahr eine hölzerne, vergoldete Sonne im Uhrzeigersinn, die mit einer blauen Scheibe und einem Zeiger fest verbunden ist.
Der Sonnenzeiger zeigt auf dem Zifferblatt von innen nach außen:
- Tierkreiszeichen, in denen sich momentan die Sonne befindet
- Länge der Nacht
- Länge des lichten Tages
- Anzahl der Wochen bis zum Quartalsende
- Einzelne Tage des Jahres, je durch einen Punkt dargestellt
- Die vergangenen Wochen seit Jahresanfang, in Quartale eingeteilt.

#### Mond
Das Mondzifferblatt ist rechts angeordnet. In der Mitte dreht sich eine hölzerne, schwarz–silberne Mondkugel von rechts nach links zur Anzeige der Mondphase. Der Mondzeiger dreht sich samt dem stilisierten Sternhimmel einmal im Synodischen Monat im Uhrzeigersinn. Auf dem Zifferblatt sind vier bildliche Darstellungen der Mondphasen zu den jeweiligen Vierteln zwischen die Miniaturen angebracht. Die Miniaturen sind auch hier nicht mehr original.
Der Mondzeiger zeigt auf dem Zifferblatt von innen nach außen:
- Mondphase bildlich (Miniaturen)
- Anzahl der Tage bis zum Ende der Mondphase
- Verflossene Tage der gesamten Mondphase
- Noch vorhandenen Tage bis zum Ende des Quartals
- Verflossene Tage der Mondphase in Quartale unterteilt

#### Schlagwerk
Das Repetitions-Schlagwerk hat 4 Bronzeglocken und 5 Hämmer. Viertelstündlich wird ein Spielwerk mit der Tonfolge c’’, g, c’, e, c’ ausgelöst, zur vollen Stunde anschließend das Stundenschlagwerk (c’).

#### Bärenautomat
Der Tanzbär im Türausschnitt des Gehäuses hat eine Signalfunktion: Bevor das komplizierte Werk zum Stillstand kommt, legt er sich auf den Rücken und mahnt, dass die Uhr aufgezogen werden muss. Hinter der oberen Glasscheibe in der Tür befand sich ursprünglich ein zweiter Automat der anzeigte, dass das Uhrwerk in Betrieb war: Zwei Männer sägten einen Steinblock, eine sehr zeitaufwendige Arbeit, die wohl als Symbol für die Ewigkeit zu verstehen war.